# Manlay
Manlay település Franciaországban, Côte-d’Or megyében. Lakosainak száma 199 fő (2022. január 1.). Manlay Bard-le-Régulier, Barnay, Savilly, Voudenay, Marcheseuil és Lucenay-l’Évêque községekkel határos.

## Népesség
A település népességének változása:
| Lakosok száma | 319  | 237  | 221  | 204  | 198  | 179  | 170  | 187  | 195  | 199  |
|               | 1968 | 1982 | 1990 | 2006 | 2013 | 2015 | 2017 | 2019 | 2020 | 2022 |